# Carta Pisana
Carta Pisana (tzv. pisánská nebo kompasová mapa) je nejstarší portolánová mapa, jejíž vznik je datován do roku 1275. Zpočátku byla ve vlastnictví rodiny z Pisy, odtud pochází i její označení „Carta Pisana“. Dnes je uložena v Národní knihovně v Paříži.

## Popis
Mapa zobrazuje celé Středomoří, Černé moře a část Atlantského oceánu, severně od dnešního Maroka (od 33. severní rovnoběžky s městem Azemmour), po dnešní Nizozemsko. Nicméně přesnost mapy je z velké části omezena na Středomoří.
Jedná se o nejstarší dochovanou námořní mapu s přesnými navigačními směry.
Tato portolánová mapa zobrazuje podrobný průzkum pobřeží včetně mnoha přístavů, ale nemá žádné náznaky topografie vnitrozemí.
Carta Pisana je orientována severním směrem na rozdíl od ostatních soudobých map, které jsou orientovány na východ (např. Herefordská mapa přibližně z roku 1300).

## Původ a obsah

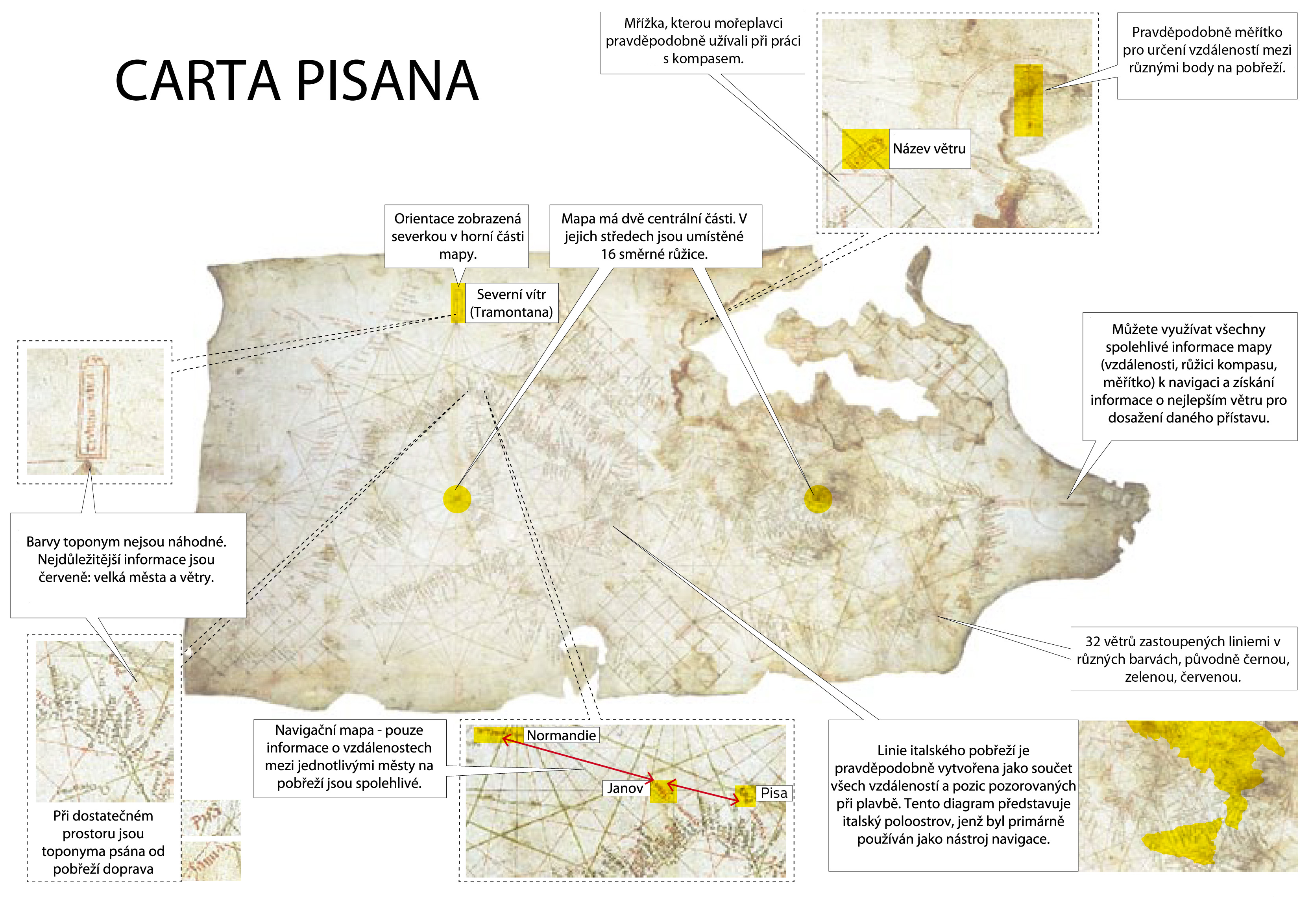
Rozbor obsahu portolánové mapy Carta Pisana

Jedním z možných míst vzniku mapy je Pisa, kde mapa byla nalezena. Další obecně uznávaná místa původu jsou oblasti Benátek a Janova.
Hustota přístavů zobrazených na mapě je nejvyšší na pobřeží Tyrhénského moře a naopak nejnižší na pobřeží Jónského moře. Tento fakt poukazuje na teorii janovského původu mapy, neboť Janov v této době patřil mezi mocnosti Tyrhénského moře. Navíc první textový odkaz na využití takto podrobné námořní mapy z roku 1270 souvisí právě s janovskou lodí.
Nepřesnost znázornění atlantské části na mapě zejména ve srovnání se středomořskou částí je doložena zobrazením Velké Británie: nepravidelný, pravoúhlý tvar ležící na východozápadní ose. Pro Velkou Británii je uvedeno pouze šest místních názvů. Londýn (Civitate Londra) je umístěn ve středu jižního pobřeží.
Pokud jde o datum vzniku mapy, částečně je určován zanesením města Manfredonia, které bylo založeno králem Manfrédem Sicilským v roce 1256.
Prameny mapy Carta Pisana je obtížné určit. Použití několika dialektů pro označení místních názvů spíše naznačuje na využití několika regionálních pramenů pro sestavení této mapy. Jiné alternativy zahrnují hypoteticky ranější, již neexistující portolánovou mapu nebo starověké římské kartografické dílo. Nicméně neexistuje důkaz podporující existenci ranější portolánové mapy. Teorie o vlivu starověkého Říma je podrývána nejvýznamnějšími chybami na mapě, které jsou v oblasti Itálie.

## Navigace
Mapa zobrazuje celé Středomoří znázorněné uvnitř dvou centrálních oblastí, jedna pro západní Středomoří, druhá pro východní. Tyto oblasti jsou rozděleny na šestnáct částí, které odpovídají 16 směrům větru. Kromě toho obsahuje dvousměrné měřítko rozdělené do několika segmentů odpovídajících 200, 50, 10 a 5 mílím.
Je obtížné propočítat přesnou hodnotu těchto „portolánových mílí“ v dnešních jednotkách a to mimo jiné z důvodu nesrovnalostí mezi geografickými oblastmi zobrazenými na mapě. Nicméně obecně je přijímáno 1,25 km.
Mapa dále obsahuje mřížku pro práci s kompasem. Její obsah mohl být spolehlivě používán k zjištění vzdálenosti mezi jednotlivými přístavy, směru navigace a informace o nejlepším větru. Jednotlivé větry jsou v mapě zastoupeny různobarevnými liniemi. Důležité prvky mapy (města, větry) jsou zobrazeny červeně.